# آبشار تالمن وست
آبشار تالمن وست (به انگلیسی: Tallman West Falls) آبشاری است که در همیلتون (انتاریو)، کانادا واقع شده و ارتفاع کلی ریزشگاه آن ۵ متر (۱۶ فوت) است.